# Marek Weber
Marek Weber (Leopoli, 24 ottobre 1888 – Chicago, 9 febbraio 1964) è stato un violinista e bandleader tedesco naturalizzato statunitense.

## Primi anni di vita ed educazione
Nato a Leopoli, allora parte dell'Impero austro-ungarico, Weber si trasferì nel 1906 a Berlino e studiò al Conservatorio Stern.

## Carriera
All'età di vent'anni fondò la sua orchestra. Nel 1914 divenne direttore stabile del prestigioso Hotel Adlon. A partire dai primi anni '20 lui e la sua orchestra iniziarono a registrare, prima per la Carl Lindström Company (sotto l'etichetta "Parlophon"), e poi per la Deutsche Grammophon. Nel 1926 si trasferì alla neonata Electrola, e rimase con questa etichetta per il resto della sua carriera in Germania. Durante questo periodo fu uno dei più importanti artisti discografici in Germania, alla pari con Teddy Kline, Paul Godwin, Efim Schachmeister, Ben Berlin e Dajos Béla. A partire dal 1930 Weber realizzò occasionalmente la colonna sonora di film, ma rimase principalmente associato alla vita notturna di Berlino.
I gusti musicali di Weber erano conservatori, e durante i primi anni la sua orchestra era nota per suonare valzer viennesi, two-steps e altri stili sommessi. Detestava il jazz e le sue tendenze anarchiche. Tuttavia, come direttore d'orchestra, non ebbe altra scelta che incorporare stili moderni nel suo programma e, occasionalmente cedette il piano ad assoli di jazz e riff improvvisati, anche se protestando. Ogni volta che la sua band si lanciava in un intermezzo jazz, lasciava il podio del direttore d'orchestra e prendeva un drink al bar. Nonostante la sua personale avversione per il nuovo stile, la sua band includeva alcuni dei più forti talenti jazz in Germania, in particolare i trombettisti Arthur Briggs e Rolf Goldstein, il pianista Martin Roman e il bangioista Mike Danzi. Il clarinettista e sassofonista olandese Hans Mossel (Amsterdam, 1905 - Auschwitz, 1944) fu assunto da Weber nel 1931. Tra i suoi cantanti figurano Leo Monosson e Austin Egen.
Come noto ebreo tedesco, Weber fu tra i compositori presi di mira dalla Reichsmusikkammer (Musica da Camera del Reich). A partire dal 1933 le sue composizioni furono etichettate musica degenerata. Alla fine del 1932 lasciò la Germania, viaggiando da Londra agli Stati Uniti. Presentato come il "Il re del valzer radiofonico", diventò un impianto della NBC Red Network, con fatturazione a stelle sul programma Carnation Condensed Milk e frequenti apparizioni in altri spettacoli.

## Vita negli anni successivi
Weber diventò un cittadino degli Stati Uniti il 21 dicembre 1942, in procedimenti di naturalizzazione a Chicago.
Dopo la seconda guerra mondiale acquistò un ranch e si ritirò dal mondo dello spettacolo. Lasciò in eredità la sua collezione personale di violini alla Indiana University School of Music. Morì a Chicago all'età di settantacinque anni. Dopo la sua morte, la vedova Anna istituì una borsa di studio a suo nome per un violinista e una violinista.

## Fotografia e due registrazioni originali di Marek Weber

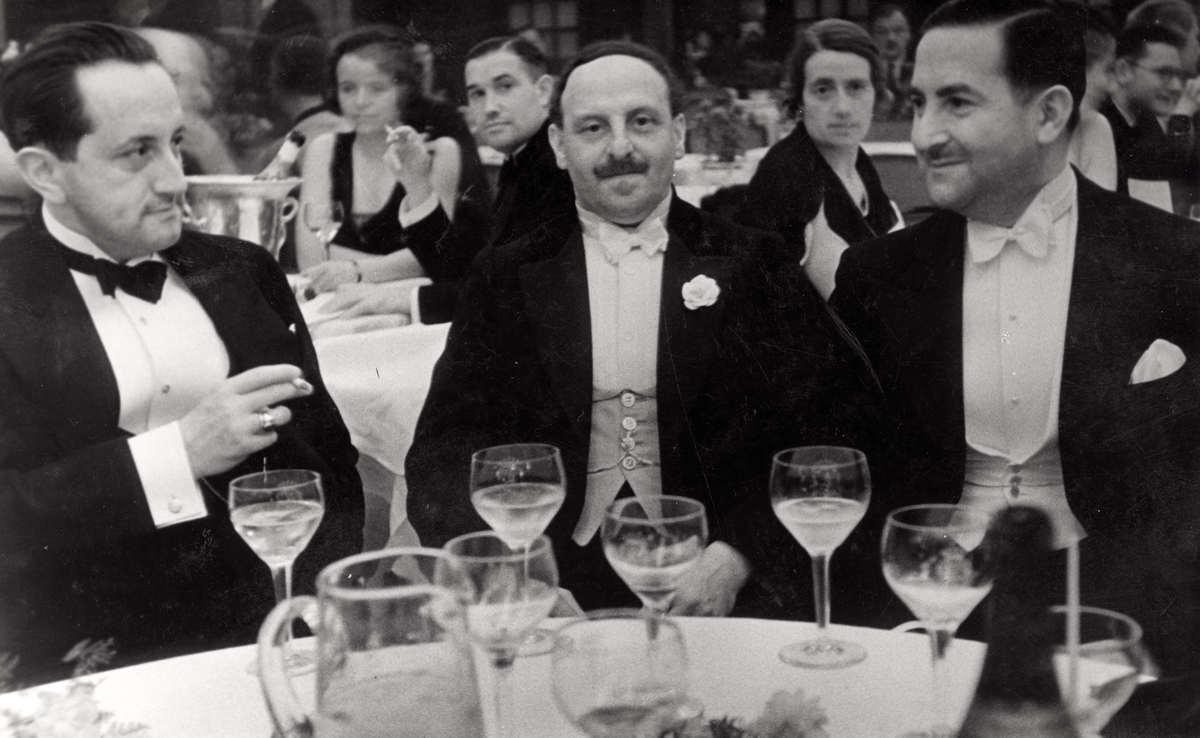
Da siistra Rudolf Mengelberg, Gerrit van Weezel e Marek Weber, nel 1932.
- Marek Weber e la sua orchestra - Sogno d'amore - Franz Liszt.
- Marek Weber e la sua orchestra - Das Dreimäderlhaus - Parte 1 - Franz Schubert